# Exército de Libertação Nacional Pa-O

Bandeira militar do Exército de Libertação Nacional Pa-O

O Exército de Libertação Nacional Pa-O (birmanês:  ပအိုဝ်းအမျိုးသားလွတ်မြောက်ရေးတပ်မတော်; em inglês:  Pa-O National Liberation Army abreviado; PNLA) é um grupo insurgente Pa-O em Mianmar (Birmânia). É o braço armado da Organização de Libertação Nacional Pa-O.
O grupo assinou um "Acordo de Cinco Pontos - Nível Estatal" e um "Acordo de Oito Pontos - Nível União" com o governo de Mianmar em 25 de agosto de 2012.

## História
De 7 a 9 de dezembro de 2009, uma Conferência Nacional Pa-O foi realizada na Zona Autoadministrada Pa-O, onde a Organização de Libertação do Povo Pa-O, liderada pelo Coronel Khun Okkar, e a Organização de Libertação Popular das Nacionalidades do Estado Shan, liderada pelo Brigadeiro-General Khun Ti Soung, fundiram-se e estabeleceram o Exército de Libertação Nacional Pa-O e a sua ala política, a Organização de Libertação Nacional Pa-O. Os líderes do grupo redigiram então a constituição da organização, que se tornou a constituição de facto da Zona Autoadministrada Pa-O. Os participantes da conferência incluíram membros da Organização Juvenil Pa-O, do Sindicato Trabalhista Pa-O e indivíduos como U Khun Myint Tun (deputado de Thaton nas eleições gerais de 1990) e Khun Tin Swe (membro do Conselho Nacional da União da Birmânia). Khun Okker foi eleito presidente e Khun Ti Soung como vice-presidente. Os membros fundadores escolheram o nome Exército de Libertação Nacional Pa-O para homenagear o início e o compromisso do antigo Exército de Libertação Nacional Pa-O com a "terceira revolução".
O primeiro congresso do Exército/Organização de Libertação Nacional Pa-O foi realizado no campo militar de Laybwer em 16 de maio de 2013 e concluído em 20 de maio de 2013. Novos membros do comitê central foram eleitos e Khun Myint Tun foi nomeado o novo presidente. Os presidentes anteriores, Khun Okker e Khun Ti Soung, tornaram-se desde então patronos.
Em 22 de janeiro de 2024, eclodiram confrontos entre o regime militar de Mianmar e o Exército/Organização de Libertação Nacional Pa-O na aldeia de Sam Hpu, no município de Hopong.
Em 24 de janeiro de 2024, o Exército de Libertação Nacional Pa-O, as tropas locais da Força de Defesa do Povo e da Força de Defesa das Nacionalidades Karenni atacaram a cidade de Hsi Hseng, controlada pela Organização Nacional Pa-O/junta militar. O Tatmadaw respondeu com ataques aéreos e bombardeios.
Em 26 de janeiro de 2024, a Organização de Libertação Nacional Pa-O revogou formalmente a sua participação no Acordo Nacional de Cessar-Fogo e comprometeu-se a ajudar o Governo de Unidade Nacional a substituir a junta militar por um sistema federal. A Organização de Libertação Nacional Pa-O  implorou à Organização Nacional Pa-O que mudasse de lado sob a promessa de que não seriam atacados.

## Áreas operacionais
O Exército de Libertação Nacional Pa-O opera principalmente na Zona Autoadministrada Pa-O no estado Shan, consistindo nos municípios de Hopong, Hsi Hseng e Pinlaung. Até 2024, com a declaração de guerra do Exército de Libertação Nacional Pa-O contra a junta militar governante de Mianmar, o grupo administrou de jure estes municípios juntamente com o Exército Nacional Pa-O e grupos menores Pa-O. Após a revogação do Acordo Nacional de Cessar-Fogo em 26 de janeiro, o Exército de Libertação Nacional Pa-O tem atualmente uma presença militar em Hsi Hseng, perto de Hopong, e uma presença menor na maior parte da Zona Autoadministrada Pa-O. Também está presente no município de Mawkmai e no município de Kyethi.